# Yvette Yuoh
Yvette Yuoh, née le 7 juillet 1989, est une handballeuse camerounaise. Elle mesure 1,88 m.
Elle évolue au poste de pivot avec le club du TKC Yaoundé. Elle fait également partie de l'équipe du Cameroun, avec laquelle elle participe au championnat du monde 2017 en Allemagne,,.

## Palmarès

### En équipe nationale
- 20e place au Championnat du monde 2017
- Médaille d'argent au championnat d'Afrique 2021.
- Médaille d'argent au championnat d'Afrique 2022.